# Indonezja na Letnich Igrzyskach Paraolimpijskich 2012
Indonezję na Letnich Igrzyskach Paraolimpijskich 2012 w Londynie reprezentowało 4 zawodników. 
Był to dziewiąty start reprezentacji Indonezji na Letnich igrzyskach paraolimpijskich.

## Zdobyte medale
| Medal | Zawodnik     | Dyscyplina    | Konkurencja             | Data       |
| ----- | ------------ | ------------- | ----------------------- | ---------- |
| Brąz  | David Jacobs | Tenis stołowy | gra pojedyncza (kl. 10) | 2 września |

## Kadra

### Lekkoatletyka
Mężczyźni
| Zawodnik             | Konkurencja      | Kwalifikacje | Kwalifikacje | Finał   | Finał   |
| Zawodnik             | Konkurencja      | Wynik        | Pozycja      | Wynik   | Pozycja |
| -------------------- | ---------------- | ------------ | ------------ | ------- | ------- |
| Setiyo Budi Hartanto | skok w dal (F46) | —            | —            | 6.44 m  | 5.      |
| Setiyo Budi Hartanto | trójskok (F46)   | —            | —            | 13.41 m | 7.      |

### Pływanie
Mężczyźni
| Zawodnik     | Konkurencja                | Kwalifikacje | Kwalifikacje | Finał | Finał   |
| Zawodnik     | Konkurencja                | Czas         | Pozycja      | Czas  | Pozycja |
| ------------ | -------------------------- | ------------ | ------------ | ----- | ------- |
| Agus Ngaimin | 100 m st. grzbietowym (S6) | DNS          | DNS          | NQ    | NQ      |

### Podnoszenie ciężarów
Kobiety
| Zawodnik           | Kategoria | Wynik | Pozycja |
| ------------------ | --------- | ----- | ------- |
| Ni Nengah Widiasih | do 40 kg  | 78 kg | 5.      |

### Tenis stołowy
| Zawodnik     | Konkurencja             | Eliminacje       | Ćwierćfinał      | Półfinał         | Finał            | Mecz o 3. miejsce            | Mecz o 3. miejsce |
| Zawodnik     | Konkurencja             | Przeciwnik Wynik | Przeciwnik Wynik | Przeciwnik Wynik | Przeciwnik Wynik | Przeciwnik Wynik             | Pozycja           |
| ------------ | ----------------------- | ---------------- | ---------------- | ---------------- | ---------------- | ---------------------------- | ----------------- |
| David Jacobs | gra pojedyncza (kl. 10) |                  | Lu Xiaolei W 3:1 | Ge Yang P 1:3    |                  | Jose Manuel Ruiz Reyes W 3:1 |                   |